# Hwo (Einheit)
Hwo oder Ku war ein chinesisches Volumen- und Getreidemaß.
- 1 Hwo = 61,22 Liter
  - 1 Sei/Schih/Scheh/Tane = 2 Hwo

Eine Maßkette war:
- 1 Sei/Scheh/Tane = 2 Hwo = 10 Tow/Teu = 100 Sching/Schin = 1000 Ho = 2000 Yo = 10.000 Tscho/Scho/Cho = 122,43 Liter[1][2]